# L'uomo senza ombra
L'uomo senza ombra (Hollow Man) è un film di fantascienza americano del 2000 diretto da Paul Verhoeven e interpretato da Elisabeth Shue, Kevin Bacon  e Josh Brolin. Ispirato al romanzo di H. G. Wells del 1897 L'uomo invisibile e al suo adattamento cinematografico del 1933, racconta la storia di uno scienziato che si offre volontario per essere il primo soggetto di prova umano per un siero che rende l'utente invisibile. Quando i suoi colleghi non sono in grado di riportarlo alla normalità, va su tutte le furie. Il film ha ricevuto critiche negative ma è stato un successo finanziario, incassando 190 milioni di dollari in tutto il mondo. È stato candidato per un Oscar ai migliori effetti speciali nel 2001, perdendo contro Il gladiatore.
Un sequel indipendente direct-to-video chiamato L'uomo senza ombra 2, con Christian Slater e Peter Facinelli, è uscito nel 2006.

## Trama
Sebastian Caine è uno scienziato brillante quanto narcisista e ambizioso che ha sviluppato un siero per i militari che può rendere invisibili gli esseri viventi. La sua squadra comprende la veterinaria Sarah, i tecnici Carter, Janice e Frank, la dottoressa Linda McKay, ex fidanzata di Sebastian e capo in seconda, e il dottor Matt Kesington; questi ultimi si sono messi insieme a insaputa di Sebastian, dal momento che lo scienziato prova ancora attrazione per la bella Linda ed ha una forte ostilità reciproca con Matt. La squadra ottiene risultati positivi e riesce a invertire la procedura, riportando visibili alcuni animali, compresa una femmina di gorilla.
Invece di riferire il suo successo ai militari, Sebastian mente al Pentagono, che include il suo mentore Howard Kramer, dicendo loro che è vicino ma ha bisogno di più tempo. Inoltre, convince Linda e Matt a fare i test sull'uomo senza l'autorizzazione militare, tenendo gli altri della squadra all'oscuro. La procedura ha successo e Sebastian diventa completamente invisibile. Si diverte a sgattaiolare in giro per il laboratorio e fare scherzi ai suoi colleghi di lavoro, uno dei quali consiste nel molestare Sarah mentre dorme. La squadra si preoccupa che Sebastian si stia spingendo troppo oltre. La procedura per riportare l'uomo alla visibilità fallisce e viene quasi ucciso.
Mentre si cerca una soluzione, considerata anche la segretezza dell'operazione, Sebastian è messo in quarantena in laboratorio e gli altri gli creano una maschera di lattice color carne da indossare affinché possa essere visibile ai loro occhi. Con i continui test che gli vengono sottoposti e incapace di far fronte all'isolamento, sfida le istruzioni e lascia l'edificio. Dopo essere andato al suo appartamento per ritirare alcuni oggetti, nota un'attraente vicina che si spoglia e la violenta nel suo appartamento. Scoprendo che è uscito dal laboratorio senza permesso, il team minaccia di rivelare tutto alla commissione se ciò dovesse capitare di nuovo. Ignorando la loro minaccia, Sebastian riesce a mettere in loop la registrazione di lui che dorme nella sua stanza. Lascia di nuovo il laboratorio e spia Linda nel suo appartamento insieme a Matt, arrabbiandosi quando li vede sul punto di fare sesso e rompendo la finestra della loro camera da letto. Sebbene i due amanti sospettano che sia opera di Sebastian, il suo video a letto costantemente riprodotto svia il loro sospetto. Totalmente fuori controllo, torna nel sotterraneo e uccide un cane da laboratorio in un impeto di rabbia.
La squadra scopre il trucco utilizzato da Sebastian, quindi Linda e Matt vanno a spiegare la situazione al dottor Kramer, in quanto un membro della commissione, ma lo scienziato lo uccide annegandolo nella sua piscina prima che possa avvertire qualcun altro. Il giorno dopo, Sebastian aspetta che l'intera squadra sia all'interno del laboratorio prima di disattivare i telefoni e i codici dell'ascensore tranne il suo. Il resto della squadra si riunisce e decide di dare la caccia a Sebastian e sottometterlo. Allo stesso tempo, inizia a uccidere senza rimorso i membri della squadra, con Janice che è la sua prima vittima poiché rimasta indietro rispetto agli altri.
Linda e gli altri si nascondono nel laboratorio, mentre Matt e Carter si armano di pistole tranquillanti e danno la caccia a Sebastian mediante degli speciali occhiali termici. Sebastian uccide Carter, Sarah e Frank e ferisce gravemente Matt, poi rinchiude quest'ultimo e Linda nel congelatore, condannandoli a morire di ipotermia. Sebastian prepara una serie di provette riempite di nitroglicerina per distruggere il laboratorio e tutte le prove, poi distrugge la tastiera in modo che nessuno possa fermare la centrifuga delle provette. Nel frattempo Linda costruisce un elettromagnete improvvisato usando un defibrillatore per aprire la porta, salvandosi con Matt. Dopo uno scontro con Sebastian, Linda e Matt tentano di salire una scala dalla tromba dell'ascensore mentre tutto il laboratorio viene distrutto nell'esplosione. Nonostante le ferite riportate, Sebastian afferra Linda e la trascina giù con sé, tentando di ucciderla di nuovo. Alla fine Linda disconnette i cavi dell'ascensore, aggrappandosi ad essi e provocando la morte del Sebastian parzialmente visibile lungo il pozzo. Linda e Matt escono dal laboratorio in fiamme e il personale di emergenza li porta via in ambulanza.

## Produzione

### Sviluppo
In seguito al controverso e multiforme Starship Troopers (1997), Verhoeven ha voluto attenuare i livelli di sesso e violenza nel suo successivo film, con l'obiettivo di creare un "blockbuster convenzionalmente commerciale". Circa 50 milioni di dollari del budget di 95 milioni di dollari del film sono stati riservati al lavoro sugli effetti visivi, su cui hanno lavorato principalmente Sony Pictures Imageworks (SPI) e Tippett Studio. Delle 560 inquadrature con effetti visivi nel film, circa due terzi sono stati lavorati da SPI e il restante terzo da Tippett Studio.

### Riprese
Il film è stato girato in ordine cronologico, in parte a causa del fatto che il set del laboratorio sarebbe stato fisicamente fatto esplodere verso la fine della storia, una sequenza che è stata catturata da 14 telecamere da varie angolazioni. Le riprese principali sono iniziate il 16 aprile 1999.
Sei settimane dopo l'inizio delle riprese, Elisabeth Shue (interprete di Linda) si è strappata il tendine d'Achille, interrompendo la produzione il 25 giugno per oltre sette settimane. Ad un certo punto, i produttori presero in considerazione la possibilità di sostituirla; tuttavia le riprese ricominciarono il 18 agosto 1999 e andarono avanti fino al 4 febbraio 2000.

## Gli effetti speciali

### L'invisibilità
In questo film il problema principale è stato quello di rendere "visibile l'invisibile", cioè di fare in modo che si percepisse che Kevin Bacon fosse fisicamente presente nonostante non lo si potesse vedere. Per fare ciò la sua presenza non poteva venir simulata con qualche trucchetto: lui doveva necessariamente essere presente di persona sul set e interagire normalmente con esso e con gli altri attori. Di conseguenza era necessario poter successivamente cancellare la sua immagine dalla pellicola.
In tutte le scene in cui Kevin doveva risultare invisibile è stato integralmente vestito e truccato di un colore solo, che a seconda delle circostanze era il nero, il verde, il blu. Successivamente, quella singola porzione dell'immagine veniva cancellata elettronicamente tramite una tecnica chiamata Chroma key. Per riempire il buco rimasto era poi necessario ripetere tutta la ripresa, facendo compiere alla cinepresa gli stessi movimenti appena fatti, ma questa volta senza la presenza di Kevin sul set, così che nell'immagine venisse incluso lo sfondo al suo posto. Questa "doppia ripresa" è stata effettuata per tutte le inquadrature in cui Kevin doveva risultare invisibile: ogni volta che con gli attori si arrivava ad un ciak buono, i movimenti compiuti dalla cinepresa venivano registrati da un computer, il quale poi li faceva ripetere alla cinepresa stessa con assoluta precisione, mentre gli attori si allontanavano dal set. Così facendo il buco lasciato da Kevin poteva essere riempito.

### Kevin digitale
L'impresa maggiore per i tecnici degli effetti speciali tuttavia è stata quella di creare un'intera riproduzione digitale di Kevin anatomicamente completa, che sarebbe stata utilizzata per le sequenze in cui Kevin stesso diventa progressivamente invisibile, dalla pelle agli organi più interni. Per poterla ottenere è stata fatta una scansione di tutto il suo corpo ed uno studio approfondito su come i suoi muscoli cambiassero forma durante i movimenti più diversi. Questo per poter ottenere un Kevin digitale capace di muoversi esattamente come quello in carne ed ossa. Per riprodurre l'apparato scheletrico è stata fatta la scansione 3D di uno scheletro umano generico al quale poi sono state attribuite le misure specifiche di Kevin. Per l'epoca fu impressionante la quantità di dati che i computer dovettero memorizzare, poiché per un film niente di così completo e preciso era mai stato fatto prima.

## Tematiche
Il professore di cinema e letteratura alla California Polytechnic State University, Douglas Keesey ha scritto nel suo libro illustrato sulla vita e sui film di Verhoeven che la macchina da presa spesso adotta il punto di vista di Sebastian, "invitandoci a diventare voyeur insieme a lui, a goderci le nostre capacità di vedere senza essere visti». Elisabeth Shue ha classificato il film come una "storia della natura oscura e seducente del male" e ha anche sottolineato le sue qualità voyeuriste. Verhoeven ha commentato: "ti prende per mano e ti porta con Sebastian in comportamenti molesti, cattivi e poi davvero cattivi e infine cattivi. A che punto lo abbandoni? Penso che quando stupra la donna probabilmente sarà il momento in cui le persone decidono: 'Questo non è esattamente il mio tipo di eroe', anche se devo dire che molti spettatori lo seguono più di quanto ci si aspetterebbe."

## Accoglienza

### Botteghino
Nonostante una risposta negativa da parte della critica, il film ha debuttato al primo posto con $ 26,4 milioni nel suo fine settimana di apertura. È stato il primo film dai tempi di Mission: Impossible 2 a superare tale traguardo al botteghino per più settimane. Dopo quindici settimane dall'uscita, L'uomo senza ombra aveva incassato oltre $ 73,2 milioni in Nord America e poco più di $ 117 milioni altrove, per un totale di $ 190,2 milioni in tutto il mondo, contro il suo budget di produzione di $ 95 milioni. È stato il più grande successo di Verhoeven dai tempi di Basic Instinct (1992).

### Critica
Su Rotten Tomatoes, il film ha un indice di gradimento del 27% basato su 118 recensioni, con una valutazione media di 4,35/10. Su Metacritic, il film ha un punteggio medio ponderato di 24 su 100, basato su 35 critici, indicando "recensioni generalmente sfavorevoli".
Mentre alcuni critici hanno criticato la trama e la recitazione, alcuni affermano che contiene tratti distintivi di film slasher e sfumature misogine ma la maggior parte dei critici ha elogiato gli effetti visivi impiegati per rendere invisibile Kevin Bacon, che è valso al film una candidatura ai Premi Oscar 2001.
Roger Ebert del Chicago Sun-Times ha assegnato al film 2 stelle su 4 e si è lamentato del fatto che Verhoeven abbia sprecato potenziale prendendo un uomo invisibile e non facendo altro che farlo impazzire. Pur ritenendo che il film sia semplicemente un film slasher con un espediente scientifico, Ebert ha elogiato gli effetti speciali, definendoli intriganti e sorprendenti, ma ha ritenuto che al film mancasse "l'immaginazione e l'arguzia" dei migliori film di Verhoven.
Il film è stato anche candidato sia per il miglior film di fantascienza che per la migliore colonna sonora ai Saturn Awards 2001 e ha vinto il premio per i migliori effetti speciali.

## Riconoscimenti
- 2001 - Premio Oscar
  - Candidatura ai migliori effetti speciali a Scott E. Anderson, Craig Hayes, Scott Stokdyk e Stan Parks
- 2001 - Saturn Award
  - Migliori effetti speciali a Scott E. Anderson, Craig Hayes, Scott Stokdyk e Stan Parks
  - Candidatura al miglior film di fantascienza
  - Candidatura alla miglior colonna sonora a Jerry Goldsmith
- 2001 - MTV Movie Award
  - Candidatura al miglior cattivo a Kevin Bacon
- 2001 - Blockbuster Entertainment Awards
  - Attore preferito in un film di fantascienza a Kevin Bacon
  - Candidatura come attrice preferita in un film di fantascienza a Elisabeth Shue
  - Candidatura come attrice preferita in un film di fantascienza a Kim Dickens
  - Candidatura come attore preferito in un film di fantascienza a Josh Brolin
- 2000 - Bogey Awards
  - Bogey Award per un film visto da un milione di persone, o 1000 persone per copia, con un minimo di 25 copie, entro dieci giorni.
- 2001 - Golden Trailer Award
  - Golden Fleece
  - La Notte Buia e Tempestosa
  - Candidatura alla miglior rappresentazione
  - Candidatura al miglior film horror o thriller
- 2000 - Festival internazionale del film di Locarno
  - Prix du Public
- 2000 - Stinkers Bad Movie Awards
  - Candidatura alla peggior sceneggiatura per un film di Hollywood che ha incassato più di $ 100 milioni utilizzando la matematica a Andrew W. Marlowe
  - Candidatura come film considerato involontariamente divertente
- 2001 - Taurus World Stunt Awards
  - Miglior stunt con il fuoco a Phil Culotta (controfigura di Kevin Bacon che prende fuoco nell'ascensore)
  - Candidatura al miglior lavoro in alto a Lincoln Simonds (controfigura di Josh Brolin nel pozzo dell'ascensore)

## Distribuzione e sequel
Distribuito anche in edizione Superbit, ha avuto un seguito direct-to-video nel 2006, L'uomo senza ombra 2.